# Alford (Lincolnshire)
Alford – miasto w Anglii, w hrabstwie Lincolnshire, w dystrykcie East Lindsey. Leży 48 km na wschód od Lincoln i 196 km na północ od Londynu. 
Miasto liczy 2700 mieszkańców. Alford jest wspomniana w Domesday Book (1086) jako Alforde.